# Egyházi latin
Az egyházi latin vagy liturgikus latin a latin nyelv egyik formája, amelyet a késő ókorban a keresztény gondolkodás megvitatására fejlesztettek ki, és a keresztény liturgiában, a teológiában és az egyházigazgatásban egész napjainkig használnak, különösen a római katolikus egyházban. 
Tartalmaz vulgáris latin, klasszikus latin, valamint görög és héber szavakat, amelyek keresztény jelentéssel rendelkeznek.
A gregorián énekben és a római liturgiában használt kiejtése nem egészen egyezik meg a klasszikus latin nyelvével. Kiejtését részben a 8. század végén szabványosították, a Karoling reneszánsz idején, Nagy Károly oktatási reformjainak részeként, és ezt az új, Franciaországban és Angliában használt, betűnkénti kiejtést néhány évszázaddal később Ibériában és Itáliában is átvették. A katolikus egyházon belül és bizonyos protestáns egyházakban, például az anglikán egyházban a 19. század vége óta általánossá vált a modern olasz fonológián alapuló kiejtés, amelyet „olaszos latin” (Italianate Latin) néven ismernek.
Az egyházi latin a liturgikus szertartások nyelve a latin rítusú katolikus egyházban, valamint az ortodox kereszténység nyugati rítusában. Alkalmanként az anglikán és az evangélikus egyházi liturgiában is használják.
Ma elsősorban a katolikus egyház hivatalos irataiban, a tridenti szentmisékben használják, és a katolikus papság tanulja. A Szentszék hivatalos nyelve, a beszélt latin egyetlen fennmaradt szociolektusa.

## Történet
Az ókori egyházban eleinte a görög volt a liturgia nyelve és ezen írták az első hét általános zsinat dogmatikai meghatározásait is. A művelt római polgárok általában folyékonyan beszéltek görögül, de az államügyeket latinul intézték.
A latin nyelv használata a nyugati egyházban a 4. század végén kezdődött, majd a Római Birodalom kettéválásával felerősödött. A szakadást követően a korai teológusok, mint például Jeromos, lefordították a görög és héber szövegeket latinra, a Nyugatrómai Birodalom uralkodó nyelvére.
Eleinte nem tettek különbséget az egyházi latin és a népnyelv (vulgats) között. Az egyházi latin beszélt változata csak később, a Karoling-reneszánsz idején jött létre. 

### Reformáció
A latin nyelv használata a nyugati kereszténységben a kora újkorban is folytatódott. Luther Márton egyik útmutatása a reformáció idején az volt, hogy az istentiszteleteket és a vallási szövegeket a nép nyelvén kell tartani a latin helyett, amely utóbbit a hívők nem értettek. 
A protestánsok az istentiszteletek során tartózkodtak a latin nyelv használatától, de a protestáns lelkészek zömének is meg kellett tanulniuk és érteniük a latint, mivel ez volt a felsőoktatás és a teológiai gondolkodás nyelve egészen a 18. századig. A reformáció után az evangélikus egyházakban a latin az istentisztelet nyelve maradt a hétköznapokon, de vasárnap már népnyelven kellett mondani.

### Modern kor
Az egyházi latin továbbra is a katolikus egyház hivatalos nyelve, azonban a Catholic Encyclopedia már 1913-ban kijelentette, hogy a latin nyelvet a népnyelvek váltják fel.
Az 1962-1965-ös II. vatikáni zsinat óta a katolikus egyház már nem használja a liturgiák és a római rítusainak kizárólagos nyelveként.

## Fordítás
- Ez a szócikk részben vagy egészben  az   Ecclesiastical Latin című angol Wikipédia-szócikk fordításán alapul.  Az eredeti cikk szerkesztőit annak laptörténete sorolja fel. Ez a jelzés csupán a megfogalmazás eredetét és a szerzői jogokat jelzi, nem szolgál a cikkben szereplő információk forrásmegjelöléseként.